# Bellevalia shiraziana
Bellevalia shiraziana är en sparrisväxtart som beskrevs av Ahmed Ahmad Parsa. Bellevalia shiraziana ingår i släktet Bellevalia och familjen sparrisväxter. Inga underarter finns listade i Catalogue of Life.